# Officina Rancilio 1926
Officina Rancilio 1926 è un museo aziendale italiano del settore delle macchine per caffè. Inaugurato nell'ottobre 2010 per iniziativa di Rancilio Group spa, la sede espositiva si trova a Parabiago dove nel 1926 Roberto Rancilio, fondatore dell'azienda, aprì la sua prima fabbrica con il nome di "Officina Rancilio".
Il museo nasce con il desiderio di raccontare la storia dell'azienda attraverso l'esposizione delle proprie macchine per caffè, un patrimonio culturale che è stato ricostruito dalla famiglia Rancilio, restaurato e allestito in questo spazio museale per raccontare la storia italiana attraverso l'evoluzione di un antico rito: quello del bere una tazza di caffè. 

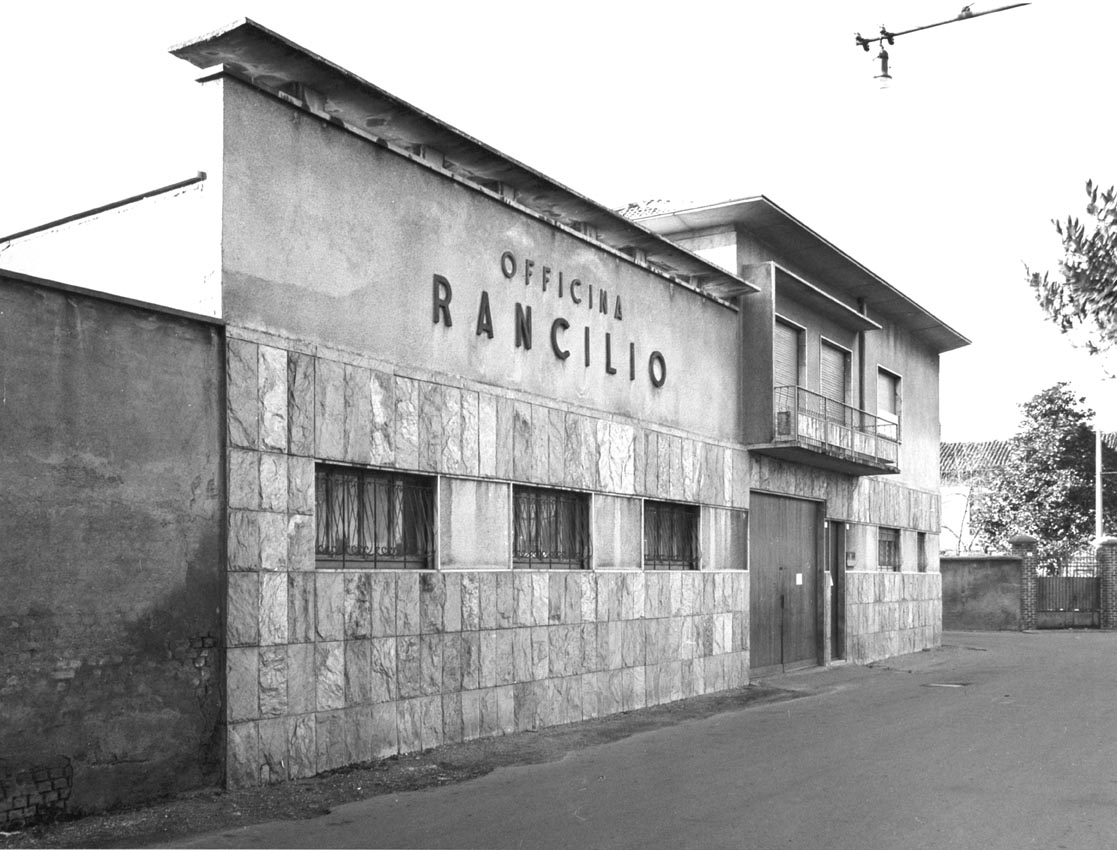
Officina Rancilio in una foto degli anni Cinquanta

Dal 2013 il museo è di proprietà della famiglia Rancilio, che ha in parte trasformato il museo puntando l'attenzione sull'aspetto famigliare. Attraverso antichi oggetti, immagini storiche e cimeli di famiglia il museo vuole ricordare Roberto Rancilio e i suoi figli: l'impegno nel lavoro, la vita famigliare, la passione dello sport, l'impegno politico e sociale; per ricordare una famiglia il cui nome resta indissolubilmente legato alla città di Parabiago.

## Collezione
La collezione è composta dalle macchine che hanno segnato le diverse tappe dell'evoluzione delle macchine per caffè da bar nella produzione di Rancilio: partendo dalla prima macchina realizzata da Roberto Rancilio nel 1927, La Regina, passando per le macchine istantanee degli anni'30 e alle prime macchine a leva degli anni'50 fino alla famosa Z8, progettata dal designer Marco Zanuso nel 1971. 

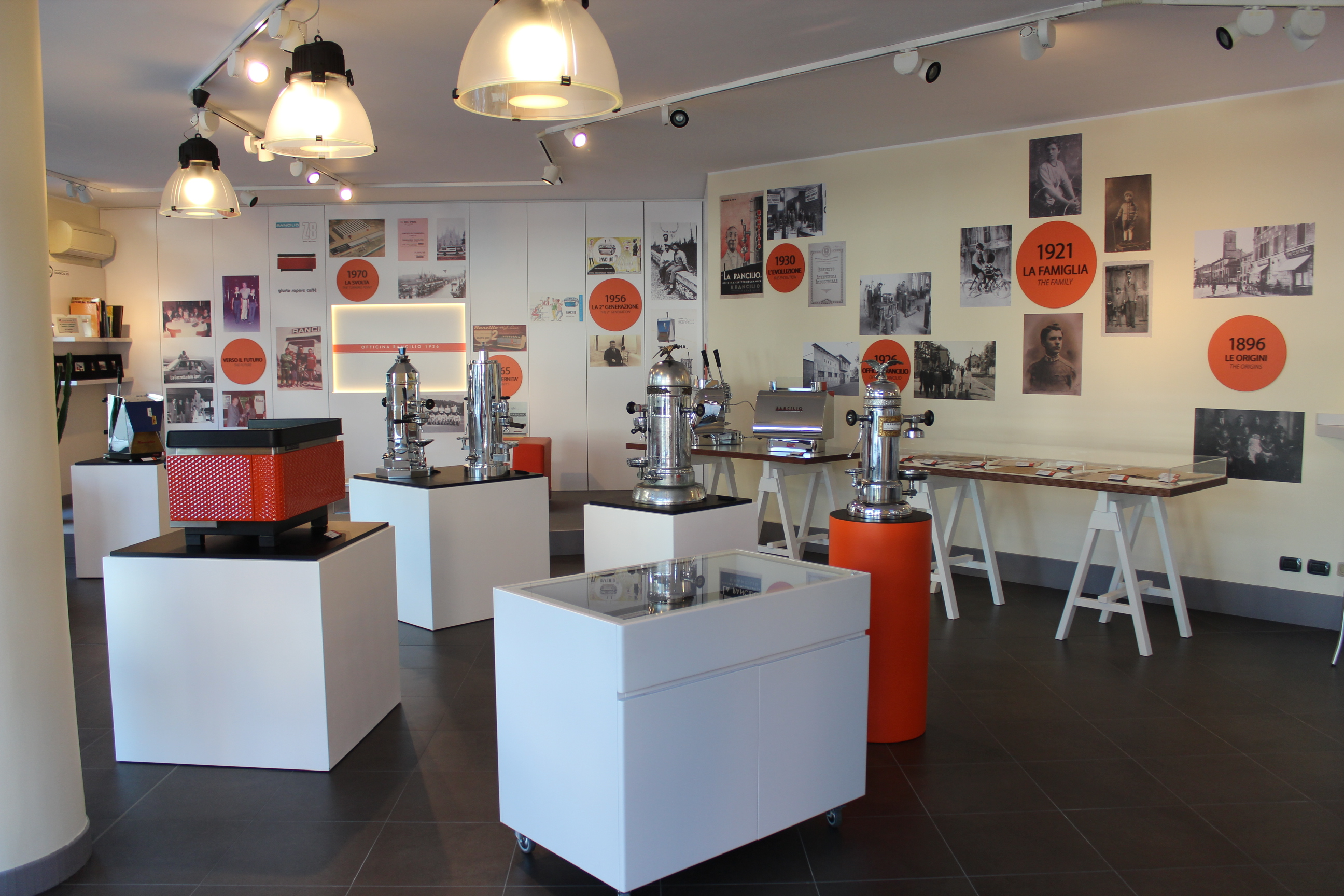
L'allestimento museale di Officina Rancilio 1926 oggi

Il museo dispone anche di un ricchissimo archivio fotografico in cui poter scoprire tutta la storia della famiglia Rancilio: immagini private, foto istituzionali dei diversi rappresentanti della famiglia, manifesti e cartoline pubblicitarie delle diverse epoche storiche e molte immagini degli eventi sportivi sponsorizzati da Rancilio.

### Macchine esposte
La collezione vintage di Officina Rancilio 1926 è composta da sessanta macchine a marchio Rancilio prodotte dal 1927 al 1980 e di venti macinini storici.
I pezzi principali della collezione sono:
- La Regina – prima macchina prodotta da Roberto Rancilio nel 1927
- La Ducale - macchina a leva progettata dall'architetto Giovanni Travasa nel 1957
- Z8 – macchina per caffè prodotta da Rancilio nel 1971 progettata dal designer Marco Zanuso
- Z9 con cupola - macchina ramata realizzata per il mercato americano negli anni'80